# بيردان أوزتورك
بيردان أوزتورك هو سياسي تركي، ولد في 1 مايو 1980 في طوتاق ‏ في تركيا. نشط حزبياً في حزب الشعوب الديمقراطي.